# Yann Lechelle
Yann Lechelle est un entrepreneur et informaticien français spécialisé dans les technologies numériques.
Ancien dirigeant de Appsfire, Snips et Scaleway, il cofonde et prend la direction de Probabl en 2024, une entreprise assurant notamment le développement de la bibliothèque logicielle libre scikit-learn.

## Formation
Yann Lechelle détient un Bachelor of Computer Science Summa Cum Laude de l'American University of Paris (1993) ainsi qu’un Master of Business Administration de l’INSEAD (2001).

## Carrière
Yann Lechelle a initialement un parcours professionnel d’informaticien chez Effix en France, chez DreamWorks Animation à Hollywood.
En 2001, il crée Etheryl, un réseau social professionnel à destination d'associations et universités.
En 2020, il devient le Directeur Général de Scaleway, l'un des principaux hébergeurs internet français et européen. Pendant son mandat de trois ans, Lechelle défend l'importance d'une souveraineté numérique au niveau européen,.
En 2024, il crée Probabl avec plusieurs cofondateurs dont le chercheur Gaël Varoquaux, une nouvelle structure spin-off d'Inria avec une gouvernance mixte publique et privée destinée à assurer le financement et le développement de la bibliothèque logicielle libre pour le calcul scientifique, dont scikit-learn.